# Robert Herzog (Politiker)
Robert Herzog (* 11. April 1894 in Reichenberg; † 14. April 1976 in Reutlingen) war ein deutscher Politiker (GB/BHE).

## Leben und Beruf
Nach einer Lehrerausbildung war Herzog als Hauptschullehrer, zuletzt als Hauptschulrektor, tätig. Am 17. Januar 1939 beantragte er die Aufnahme in die NSDAP und wurde rückwirkend zum 1. November 1938 aufgenommen (Mitgliedsnummer 6.899.804). Er stammte aus dem böhmischen Reichenberg und kam nach dem Zweiten Weltkrieg als Heimatvertriebener nach Reutlingen.

## Politik
Herzog engagierte sich in der Vertriebenenpartei GB/BHE, für den er 1956 erstmals in den Landtag von Baden-Württemberg einzog. Im Landtag widmete er sich vor allem der Schulpolitik. Durch die Fusion des GB/BHE mit der Deutschen Partei wurde er 1961 Mitglied des Fusionsprodukts Gesamtdeutsche Partei, für die er noch bis 1964 Landtagsabgeordneter blieb. Der Landtag wählte Herzog 1959 zum Mitglied der Bundesversammlung, die Heinrich Lübke zum Bundespräsidenten wählte.